# Ben Chandler
Albert Benjamin "Ben" Chandler III, född 12 september 1959 i Versailles, Kentucky, är en amerikansk demokratisk politiker. Han representerade delstaten Kentuckys sjätte distrikt i USA:s representanthus 2004–2013. Hans farfar Happy Chandler var guvernör i Kentucky 1935–1939 och 1955–1959 samt ledamot av USA:s senat 1939–1945.
Ben Chandler studerade vid University of Kentucky och avlade där både kandidatexamen i historia och  juristexamen. Han arbetade sedan som advokat i Kentucky. Han var delstatens justitieminister (Kentucky Attorney General) 1995–2003.
Chandler förlorade guvernörsvalet i Kentucky 2003 mot republikanen Ernie Fletcher. Valets segrare Fletcher avgick 8 december 2003 som kongressledamot för att tillträda som guvernör. Chandler vann fyllnadsvalet för att efterträda Fletcher i representanthuset. Han omvaldes fem gånger men misslyckades med att bli omvald till ytterligare en mandatperiod i kongressvalet 2012.